# Vadims Direktorenko
Vadims Direktorenko (Riga, 31 januari 1981) is een Lets voormalig voetbalscheidsrechter. Hij was in dienst van FIFA en UEFA tussen 2009 en 2015. Ook leidde hij tot 2016 wedstrijden in de Virslīga.
Op 9 juli 2009 floot Direktorenko zijn eerste wedstrijd in de UEFA Europa League. Rosenborg BK en NSÍ Runavík troffen elkaar in de eerste ronde (3–1). In dit duel deelde de Letse leidsman twee gele kaarten uit.

## Interlands
| Datum           | Plaats             | Wedstrijd            | Uitslag | Competitie           | Kreeg geel | Kreeg voor de tweede keer geel en dus rood | Weggestuurd |
| --------------- | ------------------ | -------------------- | ------- | -------------------- | ---------- | ------------------------------------------ | ----------- |
| 1 juni 2012     | Tartu, Estland     | Estland – Finland    | 1 – 2   | Vriendschappelijk    | 2          | 1                                          | 0           |
| 15 oktober 2013 | Dublin, Ierland    | Ierland – Kazachstan | 3 – 1   | WK 2014 kwalificatie | 1          | 0                                          | 0           |
| 29 mei 2014     | Ventspils, Letland | Litouwen – Finland   | 1 – 0   | Vriendschappelijk    | 4          | 0                                          | 0           |